# リニャーノ・ガルガーニコ
リニャーノ・ガルガーニコ（イタリア語: Rignano Garganico）は、イタリア共和国プッリャ州フォッジャ県にある、人口約2,000人の基礎自治体（コムーネ）。

## 地理

### 位置・広がり

#### 隣接コムーネ
隣接するコムーネは以下の通り。
- アプリチェーナ
- フォッジャ
- サン・マルコ・イン・ラーミス
- サン・セヴェーロ